# Michałkowce
Michałkowce (ukr. Михалківці, Mychałkiwci) – wieś na Ukrainie, w obwodzie rówieńskim, w rejonie rówieńskim, w hromadzie Ostróg. W 2001 liczyła 237 mieszkańców, spośród których 235 wskazało jako ojczysty język ukraiński, a 2 rosyjski.
Do 2020 roku w rejonie ostrogskim.
W okresie międzywojennym wieś znajdowała się w granicach II RP, wchodząc w skład gminy Sijańce w powiecie zdołbunowskim, w województwie wołyńskim.